# Stanislav Varga
Stanislav Varga (8 de octubre de 1972) es un exfutbolista eslovaco, nacido en la antigua Checoslovaquia, actualmente ejerce de entrenador del FK Dukla Banská Bystrica de la Superliga de Eslovaquia.

## Clubes

### Jugador
| Club                 | País       | Año       |
| -------------------- | ---------- | --------- |
| FC Tatran Prešov     | Eslovaquia | 1992-1998 |
| Slovan Bratislava    | Eslovaquia | 1998-2000 |
| Sunderland AFC       | Inglaterra | 2000-2002 |
| West Bromwich Albion | Inglaterra | 2002      |
| Sunderland AFC       | Inglaterra | 2002-2003 |
| Celtic FC            | Escocia    | 2003-2006 |
| Sunderland AFC       | Inglaterra | 2006-2008 |
| Burnley FC           | Inglaterra | 2008      |

### Entrenador
| Club                     | País       | Año       |
| ------------------------ | ---------- | --------- |
| ŠK Odeva Lipany          | Eslovaquia | 2011-2013 |
| FC Tatran Prešov         | Eslovaquia | 2014-2016 |
| FK Dukla Banská Bystrica | Eslovaquia | 2018 -    |

## Palmarés
Celtic FC
- Premier League de Escocia: 2003-04, 2005-06
- Copa de Escocia: 2004, 2005
- Copa de la Liga de Escocia: 2006

- Datos: Q201724